# Grammy Latino de Melhor Canção Alternativa
O Grammy Latino de Melhor Canção Alternativa é um prêmio apresentado anualmente no Grammy Latino, uma cerimônia que reconhece a excelência e cria uma consciência mais ampla sobre a diversidade cultural e as contribuições de artistas latinos nos Estados Unidos e internacionalmente. O prêmio é reservado aos compositores de uma música inédita que contenha pelo menos 51% da letra em espanhol. Gravações instrumentais ou covers não são elegíveis.
O prêmio já foi concedido a compositores originários da França, México, Colômbia e Porto Rico. Foi conquistado pela primeira vez pelo músico francês Manu Chao pela canção "Me Llaman Calle" em 2007.
Os integrantes da banda Café Tacvba, Calle 13 e Carla Morrison são os únicos que receberam este prêmio mais de uma vez.

## Vencedores
| Ano  | Compositor(a)                                                                          | Obra                             | Artista(s)[II]             | Indicados | Ref.   |
| ---- | -------------------------------------------------------------------------------------- | -------------------------------- | -------------------------- | --- | ------ |
| 2007 | Manu Chao                                                                              | "Me Llaman Calle"                | Manu Chao                  | - Kevin Johansen – "Anoche Soñé Contigo" (Kevin Johansen) - Héctor Buitrago e Andrea Echeverri – "Complemento" (Aterciopelados) - Vicentico – "El Arbol De La Plaza" (Vicentico) - León Larregui – "No Me Destruyas" (Zoé) |        |
| 2008 | Rubén Albarrán Emmanuel del Real Enrique Rangel Joselo Rangel                          | "Volver a Comenzar"              | Café Tacvba                | - J. L. Abreu, Marteen Andruet e Orlando Méndez – "Alguien" (Circo) - Andrés Calamaro – "5 Minutos Más (Minibar)" (Andrés Calamaro) - Juan Campodónico e Fernando Santullo – "El Mareo" (Bajofondo feat. Gustavo Cerati) - Ximena Sariñana – "Normal" (Ximena Sariñana) - María del Mar Rodríguez Carnero – "Papeles Mojados" (Chambao) | [ 4 ]  |
| 2009 | René Pérez Eduardo Cabra Rubén Albarrán Emmanuel del Real Enrique Rangel Joselo Rangel | "No Hay Nadie Como Tú"           | Calle 13 feat. Café Tacvba | - Fernando Burgos, Gabriel Galvan e Denise Gutierrez – "Bestia" (Hello Seahorse!) - Cucu Diamantes, Andrés Levin, Beatriz Luengo e Yotuel Romero – "Más Fuerte" (CuCu Diamantes) - Camila Moreno – "Millones" (Camila Moreno) - Daniel 'Mono Loco' Carbonell, Jules Bikôkô, Miki Ramirez, Tomas Tirtha Rundquist, DJ Helios, Didak Fernandez e Steffan Rundquist – "Moving" (Macaco) - Alex Pérez e Juan Son – "Nada" (Son) | [ 5 ]  |
| 2010 | Gloria "Goyo" Martinez Miguel "Slow" Martinez Carlos "Tostao" Valencia                 | "De Donde Vengo Yo"              | ChocQuibTown               | - Fernando Burgos, Gabriel Galvan e Denise Gutierrez – "Criminal" (Hello Seahorse!) - Ceci Bastida – "Cuando Vuelvas a Caer" (Bastida) - Roberto Musso – "El Hijo de Hernandez" (El Cuarteto de Nos) - Gustavo Cortes, Ricardo Cortes e Nicolas Gonzalez – "Resistencia Indigena" (Sig Ragga) | [ 6 ]  |
| 2011 | Rafa Arcaute Calle 13                                                                  | "Calma Pueblo"                   | Calle 13                   | - Pascual Reyes – "Salgamos de Aquí" (San Pascualito Rey) - Doctor Krápula – "Somos" (Doctor Krápula) - DJ Blass e Fidel Nadal – "Te Robaste Mi Corazón" (Nadal) - Sie7e – "Tengo Tu Love" (Sie7e) | [ 7 ]  |
| 2012 | Carla Morrison                                                                         | "Déjenme Llorar"                 | Carla Morrison             | - Bebe – "Mi Guapo" (Bebe) - Juan Campodónico e Jorge Drexler – "1987" (Campo) - John King, Kinky e Mala Rodríguez – "Negro Día" (Kinky) - Caetano Veloso – "Neguinho" (Gal Costa) |        |
| 2013 | Bajofondo                                                                              | "Pena En Mi Corazón"             | Bajofondo                  | - Leon Larregui – "Brillas" (Leon Larregui) - Hello Seahorse! – "La Flotadera" (Hello Seahorse!) - Illya Kuryaki and the Valderramas – "Monta El Trueno" (Illya Kuryaki and the Valderramas) - Sig Ragga – "Pensando" (Sig Ragga) |        |
| 2014 | Calle 13                                                                               | "El Aguante"                     | Calle 13                   | - Gustavo Cortés e Sig Ragga – "Chaplin" (Sig Ragga) - Jesús Báez Caballero e Siddhartha – "El Aire" (Siddhartha) - Adrián Rodríguez e Diego Rodríguez – "La Lanza" (Babasónicos) - Yayo González – "Vamos A Morir" (Paté de Fuá feat. Catalina García) |        |
| 2015 | Natalia Lafourcade Leonel García                                                       | "Hasta la Raíz"                  | Natalia Lafourcade         | - Famasloop – "Allí Estás" (Famasloop) - Andrés Nusser – "Caribbean" (Astro) - Roberto Musso – "No Llora" (El Cuarteto de Nos) - Javiera Mena – "Otra Era" (Mena) | [ 8 ]  |
| 2016 | Carla Morrison                                                                         | "Vez Primera"                    | Carla Morrison             | - Gustavo Cortés, Ricardo Cortés e Nicolas González – "Ángeles y Serafines" (Sig Ragga) - Vicentico – "Averno, El Fantasma" (Los Fabulosos Cadillacs) - Felipe Antunes e Otávio Carvalho – "Deus" (Vitrola Sintética) - Kevin Johansen – "Es Como El Día" (Kevin Johansen + The Nada) | [ 9 ]  |
| 2017 | Mon Laferte                                                                            | "Amárrame"                       | Mon Laferte feat. Juanes   | - Sig Ragga – "Antonia" (Sig Ragga) - Robert Musso – "Apocalipsis Zombi" (El Cuarteto de Nos) - Rafael Arcaute e Residente – "Apocaliptico" (Residente) - Stephen Marley e Danay Suárez – "Integridad" (Danay Suárez) |        |
| 2018 | Antón Alvarez Alfaro Pablo Diaz-Reixa Rosalía                                          | "Malamente"                      | Rosalía                    | - León Larregui – "Azul" (Zoé) - Guillermo Galván – "Consejo de Sabios" (Vetusta Morla) - Andrea Echeverri – "Dúo" (Aterciopelados) - Dante Spinetta – "Mi Vida" (Dante Spinetta) |        |
| 2019 | David Julca, Jonathan Julca, Los Amigos Invisibles, Silverio Lozada e Servando Primera | "Tócamela"                       | Los Amigos Invisibles      | - El David Aguilar – "Causa Perdida" (El David Aguilar) - Ismael Cancel e ILe – "Contra Todo" (ILe) - Kevin Johansen – "Cuentas Claras" (Kevin Johansen) - Adrián Dárgelos Rodríguez – "La Pregunta" (Babasónicos) |        |
| 2020 | Ismael Cancel, ILe e Natalia Lafourcade                                                | "En Cantos"                      | ILe & Natalia Lafourcade   | - Rafa Arcaute, Pedro Campos e Nathy Peluso – "Buenos Aires" (Nathy Peluso) - Wilberto Rodríguez – "Caracoles" (Cultura Profética) - Eruca Sativa – "Carapazón" (Eruca Sativa) - Mon Laferte – "Chilango Blues" (Mon Laferte) | [ 10 ] |
| 2021 | Alizzz, C. Tangana e Jorge Drexler                                                     | "Nominao"                        | C. Tangana e Jorge Drexler | - Rafa Arcaute, Pedro Campos & Nathy Peluso – "AGARRATE" (Nathy Peluso) - Andrea Echeverri – "Antidiva" (Aterciopelados) - Gepe – "Confía" (Gepe & Vicentico) - Omar Apollo, Rafa Arcaute, C. Tangana & Federico Vindver – "Te Olvidaste" (C. Tangana & Omar Apollo) | [ 11 ] |
| 2022 | Rafa Arcaute, Jorge Drexler & Federico Vindver                                         | "El Día que Estrenaste el Mundo" | Jorge Drexler              | - Ca7riel & Tomas Sainz, songwriters – "Bad Bitch" (CA7RIEL) - Alejandro Pérez, Siddhartha & Rul Velázquez, songwriters – "00:00" (Siddhartha) - Yemi Alade, Carles Campi Campón, José Castillo, Jeff Peñalva, Liliana Saumet & Magdelys Savigne, compositores – "Conexión Total" (Bomba Estéreo & Yemi Alade) - Ricardo Mollo, Omar Varela, WOS & Facundo Yalve, compositores – "Culpa" (WOS featuring Ricardo Mollo) - Larry Gold, Noah Goldstein, Chad Hugo, Rosalía, David Rodríguez, Jacob Sherman, Michael Uzowuru, Pilar Vila Tobella, Dylan Wiggins & Pharrell Williams, compositores – "Hentai" (Rosalía) | [ 12 ] |
| 2023 | Dante Spinetta                                                                         | "El Lado Oscuro del Corazón"     | Dante Spinetta             | - Sebastian Ayala, Daniel Briceño, Henry D'Arthenay, Rodolfo Pagliuca & Hector Tosta, compositores – "Aleros/Pompeii" (La Vida Bohème) - Cami & Jonathan Julca, compositores – "ANASTASIA" (Cami) - El David Aguilar, compositores – "Cicatriz Radiante" (El David Aguilar) - Ismael Cancel, iLe & Mon Laferte, compositores – "Traguito" (iLe & Mon Laferte) | [ 13 ] |

- ↑[I]  O intérprete é apenas listado, mas não recebe o prêmio.
- ↑[II]  Mostrando o(s) nome(s) do(s) compositor(es), a música indicada e entre parênteses o(s) nome(s) do(s) intérprete(s).